# Stadthalle Villach
Die Stadthalle Villach ist eine 1969 errichtete Multifunktionshalle in Villach im Eigentum der Stadt.
Die Halle wird für Eissport, Inline-Skating, Rollhockey, Sommerstocksport sowie für Konzerte, Messen und Ausstellungen benutzt. Bei Konzerten sowie bei Eishockeyspielen des EC Villacher SV bietet die Halle rund 4.500 Zuschauern Platz. Der Zuschauerschnitt betrug 2009/10 bei den Heimspielen des EC VSV 3.748 Zuschauer.
Im Jahr 2021 wurde ein Umbau der Stadthalle beschlossen, in welche das Bundesleistungszentrum für Damen-Eishockey integriert werden soll. Zudem soll eine Trainingshalle errichtet werden. Der Umbau begann erst im April 2024.

## Veranstaltete Turniere
Am 18. August 1978 wurde hier der Boxkampf um den Europameistertitel im Weltergewicht, zwischen Josef Pachler und Jørgen Hansen ausgetragen.
Zudem war sie Austragungsort der Eishockey B-WM 1982 und Eishockey B-WM 1992 gemeinsam mit der Stadthalle Klagenfurt.
2009 war sie Austragungsort der 17. WAKO Kickbox-WM, bei der rund 600 Sportler aus 60 Nationen teilnahmen.